# El Rincón, Atzalan
El Rincón är en ort i Mexiko.   Den ligger i kommunen Atzalan och delstaten Veracruz, i den sydöstra delen av landet, 210 km öster om huvudstaden Mexico City. El Rincón ligger 383 meter över havet och antalet invånare är 169.
Terrängen runt El Rincón är kuperad, och sluttar norrut. Runt El Rincón är det ganska tätbefolkat, med 93 invånare per kvadratkilometer. Närmaste större samhälle är Martínez de la Torre, 17,8 km nordost om El Rincón. I omgivningarna runt El Rincón växer i huvudsak städsegrön lövskog.